# Pražnica
Pražnica – wieś w Chorwacji, w żupanii splicko-dalmatyńskiej, w gminie Pučišća. W 2011 roku liczyła 371 mieszkańców.